# Neurotrichus
Neurotrichus là một chi động vật có vú trong họ Talpidae, bộ Soricomorpha. Chi này được Günther miêu tả năm 1880. Loài điển hình của chi này là Urotrichus gibbsii Baird, 1858.

## Các loài
Chi này gồm các loài: